# Murilo Machado Silva
Murilo Machado Silva (Goiânia, 12 luglio 1992) è un giocatore di football americano brasiliano, che gioca come offensive lineman per i Seamen Milano.
Inizia a giocare in Brasile per i Goiânia Rednecks e in seguito passa ai Timbó Rex; nel 2019 si trasferisce in Europa agli Oldenburg Knights e nel 2020 ai Black Panthers de Thonon. Dal 2021 passa in ELF, prima ai Panthers Wrocław, poi ai Seamen Milano.

## Palmarès
- 2 SC Bowl (Timbó Rex, 2017, 2018)